# Cornelia Ruppert
Cornelia Ruppert (* 11. Juli 1963 in Ulm) ist eine deutsche Juristin. Seit Juli 2023 ist sie die erste Präsidentin des Rechnungshofes Baden-Württemberg. 

## Leben
Ruppert schloss 1990 das Studium der Rechtswissenschaft an der Universität Konstanz ab. Im Anschluss war sie dort als wissenschaftliche Mitarbeiterin tätig. 1994 trat sie in die Finanzverwaltung des Landes ein.
Nach Tätigkeiten im Finanzamt Göppingen, bei der Oberfinanzdirektion Stuttgart sowie im Finanzamt Geislingen war Ruppert von 1996 bis 2001 als Referentin im Finanzministerium tätig. Anschließend war sie in der Vertretung des Landes Baden-Württemberg bei der Europäischen Union in Brüssel eingesetzt und nahm verschiedenen Funktionen beim Staatsministerium sowie im Finanzministerium wahr.
Im April 2013 übernahm sie die Leitung des Personalreferats im Ministerium für Finanzen und Wirtschaft. Seit August 2016 leitete Cornelia Ruppert als Ministerialdirigentin die Abteilung „Personal-, Besoldungs- und Versorgungswesen, Tarifangelegenheiten, Wiedergutmachung, Organisation, Informationstechnik (IT)“ im Ministerium für Finanzen.
Seit dem 1. Juli 2023 ist sie die amtierende Präsidentin des Rechnungshofes Baden-Württemberg. Dort trat sie die Nachfolge von Günther Benz an.